# Отто Файн
Отто Файн (нім. Otto Fein; 28 березня 1895, Гамбург — 9 січня 1953, Гамбург) — німецький військово-морський діяч, контрадмірал крігсмаріне (1 квітня 1942). Кавалер Німецького хреста в золоті.

## Біографія
1 квітня 1903 року вступив на флот. Пройшов підготовку на важкому крейсері «Ганза» і у військово-морському училищі. Учасник Першої світової війни, служив на лінійних кораблях. 19 січня 1917 року переведений в підводний флот, вахтовий офіцер. Після закінчення війни залишений на флоті, служив вахтовим офіцером на легкому крейсері «Страсбург», командував тральщиками. З 16 червня 1923 року — вахтовий офіцер на крейсері «Берлін», з 26 березня 1925 по 30 вересня 1926 року — навігаційний офіцер на гідрографічному судні «Пантера». З 26 вересня 1927 року — 3-й офіцер Адмірал-штабу в штабі військово-морської станції «Остзе». 24 вересня 1928 року переведений у Відділ флоту Морського керівництва, з 16 березня 1929 року — начальник відділу Імперського військового міністерства. З 30 вересня 1931 року — навігаційний офіцер на крейсері «Кельн». З 8 лютого 1934 року — 1-й офіцер Адмірал-штабу штабу військово-морської станції «Остзе». Закінчив Військову академію (1938). З 1 квітня 1938 року — референт ОКМ. 1 листопада 1938 року призначений 1-м офіцером Адмірал-штабу штабу Командування групи ВМС «Схід», в 1938-40 роках неодноразово виконував обов'язки начальника штабу. З 10 серпня 1940 року — начальник штабу Командування групи ВМС «Північ». 20 серпня 1940 року призначений командиром лінійного корабля «Гнайзенау». З 27 травня 1942 року — начальник штабу командувача-адмірала в Норвегії (з 1 лютого 1943 року — Вищого командування ВМС «Норвегія»). 12 грудня 1944 року призначений начальником управлінської групи наукових досліджень ОКМ. 22 липня 1945 року інтернований союзниками. 10 вересня 1946 року звільнений.

## Нагороди
- Залізний хрест
  - 2-го класу (24 листопада 1915)
  - 1-го класу (6 лютого 1918)
- Ганзейський Хрест (Гамбург; 10 грудня 1915)
- Німецький імперський спортивний знак в сріблі (18 жовтня 1928)
- Почесний хрест ветерана війни з мечами (21 грудня 1934)
- Медаль «За вислугу років у Вермахті»
  - 4-го, 3-го і 2-го класу (18 років; 2 жовтня 1936) — отримав 3 нагороди одночасно.
  - 1-го класу (25 років; 1 квітня 1938)
- Медаль «У пам'ять 1 жовтня 1938» (20 червня 1939)
- Застібка до Залізного хреста
  - 2-го класу (2 жовтня 1939)
  - 1-го класу (17 квітня 1940)
- Нагрудний знак флоту (4 жовтня 1941)
- Німецький хрест в золоті (2 лютого 1942)
- Хрест Воєнних заслуг 2-го класу з мечами (1 вересня 1944)